# NGC 5579
NGC 5579 là một thiên hà xoắn ốc trung gian trong chòm sao Mục Phu.